# 사중주

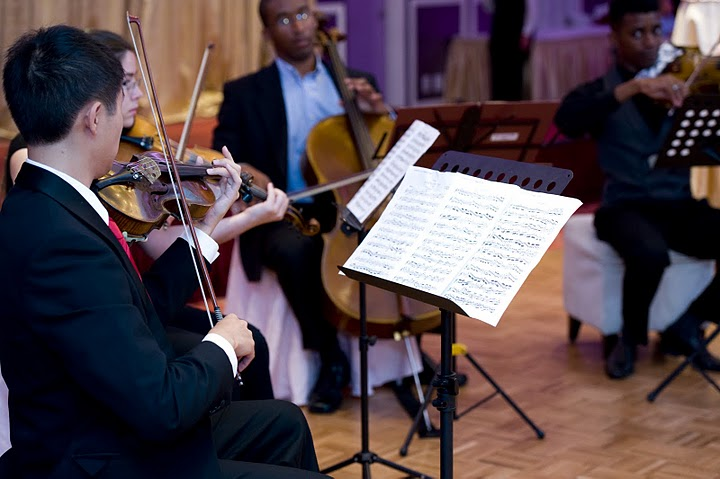
공연 중인 현악 사중주. 왼쪽에서 오른쪽으로 바이올린 1, 바이올린 2, 첼로, 비올라

음악에서 사중주(四重奏)는 네 악기가 함께 연주하는 것을 뜻한다. 바이올린 2대, 비올라, 첼로로 구성된 현악 사중주, 피아노, 바이올린, 비올라, 첼로로 구성된 피아노 사중주 등이 있다.
대표적인 현악 사중주 곡의 작곡가로서는 하이든, 베토벤, 슈베르트, 슈만 등이 있으며 브람스, 베토벤 등은 피아노 4중주를 작곡하였다.

## 개요
콰르테트(quartet, quartett)라고도 하며, 4개의 독주악기로 하는 중주이다. 18세기 말엽부터 이러한 종류의 것이 유행하였는데, 이것은 화성적 음악이 융성해진 데에도 관계가 있다. 피아노(또는 쳄발로)가 있는 것과, 이런 종류의 악기를 넣지 않고 멜로디 악기만으로 된 것이 있는 점은 다른 중주의 경우와 같다. 피아노가 있을 경우에는 현(바이올린, 비올라, 쳄발로)을 동반하는 피아노 4중주가 가장 보통이나, 한편 바이올린 대신에 오보에 같은 관악기를 사용하는 4중주도 있다. 피아노를 동반하지 않는 경우의 가장 많은 예가 현악 4중주이다. 그 밖에도 관악기만으로 하는 것, 관악기와 현악기로 하는 것 등 그 편성은 다양하다. 이 밖에 4종류의 색소폰으로 연주하는 색소폰 4중주 등도 있다.

## 같이 보기
- 현악 사중주